# Pico Technology
Pico Technology（ピコテクノロジー）はパーソナルコンピュータに接続して使用する計測器の開発、製造を手がけるイギリスの企業である。

## 概要
1991年設立のパーソナルコンピュータに接続して使用するオシロスコープやデーターロガー等の計測器を製造するメーカーとしては草分けで、早くからPCベースの計測システムの将来性に着目して製品を開発してきた。熱電対を利用した温度計測装置や自動車用の診断装置も供給する。発売当初は帯域が狭く、PCでも信号を表示できる代用品のような製品で、専業メーカーの製品には遠く及ばなかったものの、徐々に改良されたことにより、遜色ないものになりつつある。ムーアの法則に則って改良が急速に進むPCベースの計測システムなので従来はハードウェアで行っていた信号処理をソフトウェア上で実施するなど、同時期にテクトロニクスのような他の専業の計測器メーカーから発売された機種よりも費用対効果に優れていた。
同社の供給するPicoScopeは高速フーリエ変換やウェーブレット解析等の機能を備える。グラフィカルユーザーインターフェースを使用しており、使いやすくなっている。データーロガーはPCに接続して使用するだけでなく、スタンドアローンでも使用できる。
ナショナルインスツルメンツのLabVIEWと連携して使用する事も可能。